# Ивичест морски орел
Ивичестият морски орел (Haliaeetus leucoryphus) е силно застрашен вид от разред Ястребоподобни. Популацията му е намаляваща със само около 1000 дв.
Гнезди локално и нарядко по езера и реки в централна, източна и южна Азия. Преди е гнездил до северните части на Каспийско море. Храни се основно с риба и мърша. Вагранти са отчитани във Финландия, Израел, Холандия, Норвегия и Полша.
Възрастните са лесно отличими по бялата, равномерно заоблена или почти квадратна, средно дълга опашка с широк черен кант (като млад скален), тъмнокафяво тяло, изцяло тъмни крила, контрастиращи с бежово-бяла глава, шия и горна част на гърдите. Стъпалата са дълги, голи, светлосиви. Полово незрелите са светло-канелено кафяви по главата и тялото, с тъмнокафява ивица през и зад окото. В полет на пръв поглед подобен на степен орел.